# Ian MacKenzie (Schriftsteller)
Ian MacKenzie (geboren 1982 in Massachusetts) ist ein US-amerikanischer Schriftsteller.

## Leben
Ian MacKenzie wuchs in Massachusetts auf, graduierte 2004 am Harvard College und arbeitete eine Zeit lang als Lehrer an einer High-School. Er publizierte Erzählungen in The Gettysburg Review und in der Greensboro Review. Sein Debütroman City of strangers erschien 2009.
MacKenzie arbeitet seither für das Foreign Office. Er lebte in New York City, Äthiopien, Brasilien und Südostasien.
MacKenzie ist verheiratet und hat eine Tochter.

## Werke (Auswahl)
- City of strangers. New York : Penguin Books, 2009, ISBN 978-0-09-953185-2
- Feast Days. New York : Little Brown, 2018
  - Feast Days. Hörbuch. Gelesen von Christine Lakin. Solon, Ohio : Findaway World, 2018, ISBN 978-1-4789-2403-6